# Proceso Hunter

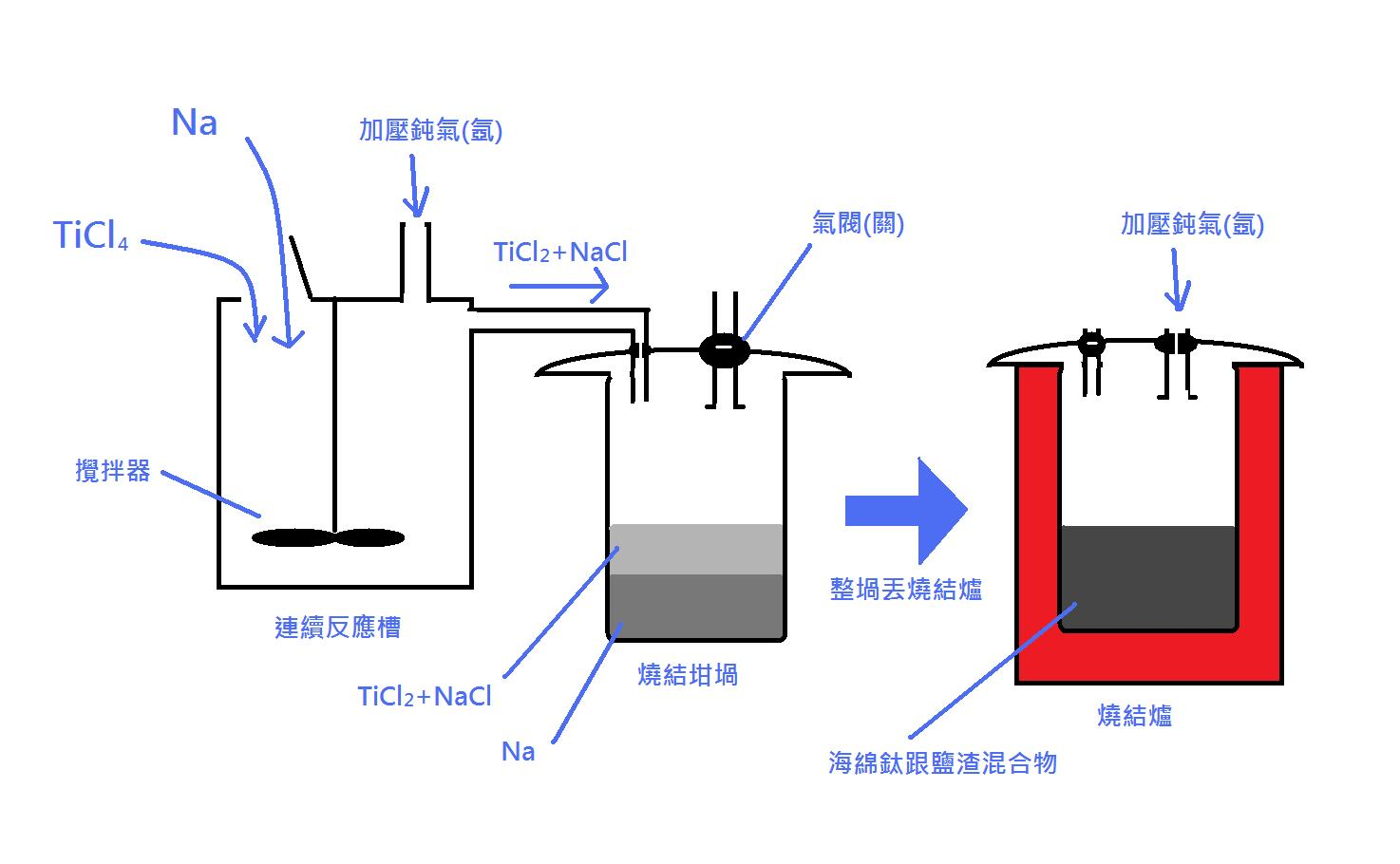
Ilustración del Proceso Hunter

El proceso Hunter fue el primer proceso industrial para producir titanio metálico dúctil puro. Fue desarrollado en 1910 por Matthew A. Hunter, un químico nacido en Nueva Zelanda, que trabajaba en los Estados Unidos.
En el Proceso Hunter, el rutilo (un mineral que contiene dióxido de titanio, TiO2) se mezcla con cloro y coque. El proceso implicó la reducción de tetracloruro de titanio (TiCl4) con sodio (Na) en una bomba de acero a 700-800 °C.
Antes del Proceso Hunter, todos los esfuerzos para producir titanio metálico, daban como resultado material altamente impuro, a menudo de nitruro de titanio (que se asemeja a un metal). El Proceso Hunter fue sustituido por el más económico Método de Kroll en la década de 1940. En el Método del Kroll, TiCl4 se reduce por el magnesio.